# 豊浜町 (香川県)
豊浜町（とよはまちょう）は、かつて香川県にあった町。三豊郡に属した。2005年（平成17年）10月11日に旧・観音寺市、大野原町との対等合併により観音寺市となり消滅した。

## 地理
愛媛県と接している。高松市からはおよそ55kmの距離である。

### 地形
東南側は中山間地を形成し、北西に平地が開け、西側は8.6 kmに及ぶ白砂の海岸線という地形であり、総面積の約41％が山林、約33％が農地。

## 歴史
- 1890年2月15日
  - 豊田郡姫浜村（ひめはまむら）、和田浜村（わだはまむら）が合併して姫之江村（ひめのえむら）が誕生。
  - 豊田郡和田村（わだむら）、箕浦村（みのうらむら）が合併して和田村が誕生。
- 1899年2月11日 - 姫之江村が町制をしき豊浜町が誕生。
- 1899年3月16日 - 豊田郡が三野郡と合併し、三豊郡となる。
- 1950年3月17日 - 町内に昭和天皇の戦後巡幸。正織興業豊浜工場の視察が行われた[1]。
- 1955年4月1日 - 町村合併促進法により、豊浜町と和田村が合併し、豊浜町となる。
- 1974年4月1日 - 町章を制定する[2]。
- 2005年10月11日 - 旧・観音寺市、大野原町と対等合併して観音寺市となり消滅。旧町域は同市豊浜町となる。

## 行政
- 町長
  - 佐伯文男（さえき ふみお）

## 経済

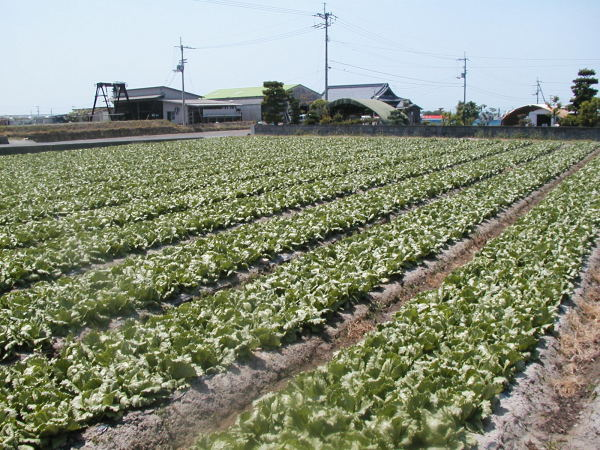
豊浜町のレタス畑

農業が盛んであり、特にレタス、ネギ、タマネギ、梨、綿の生産が盛ん。

## 教育

### 小学校
- 豊浜町立豊浜小学校

### 中学校
- 豊浜町立豊浜中学校

### 図書館
- 豊浜町立図書館

#### 公民館等
- 西部集会所
- 南部集会所
- 豊浜公会堂

#### 博物館
- 郷土資料館

#### 体育施設
- 町民体育館
- 一の宮テニスコート
- トレーニングセンター
- 町民野球場
- スポッシュTOYOHAMA

## 交通

### 鉄道
- JR四国
  - 予讃線：豊浜駅 - 箕浦駅

### 道路

#### 高速道路
- 高松自動車道
  - 豊浜サービスエリア

#### 一般国道
- 国道11号
- 国道377号

#### 県道

##### 主要地方道
- 香川県道21号丸亀詫間豊浜線

##### 一般県道
- 香川県道241号丸井萩原豊浜線
- 香川県道243号豊浜停車場線
- 香川県道244号先林姫浜線
- 香川県道245号豊浜港線

## 名所・旧跡・観光スポット・祭事・催事

### 名所・旧跡

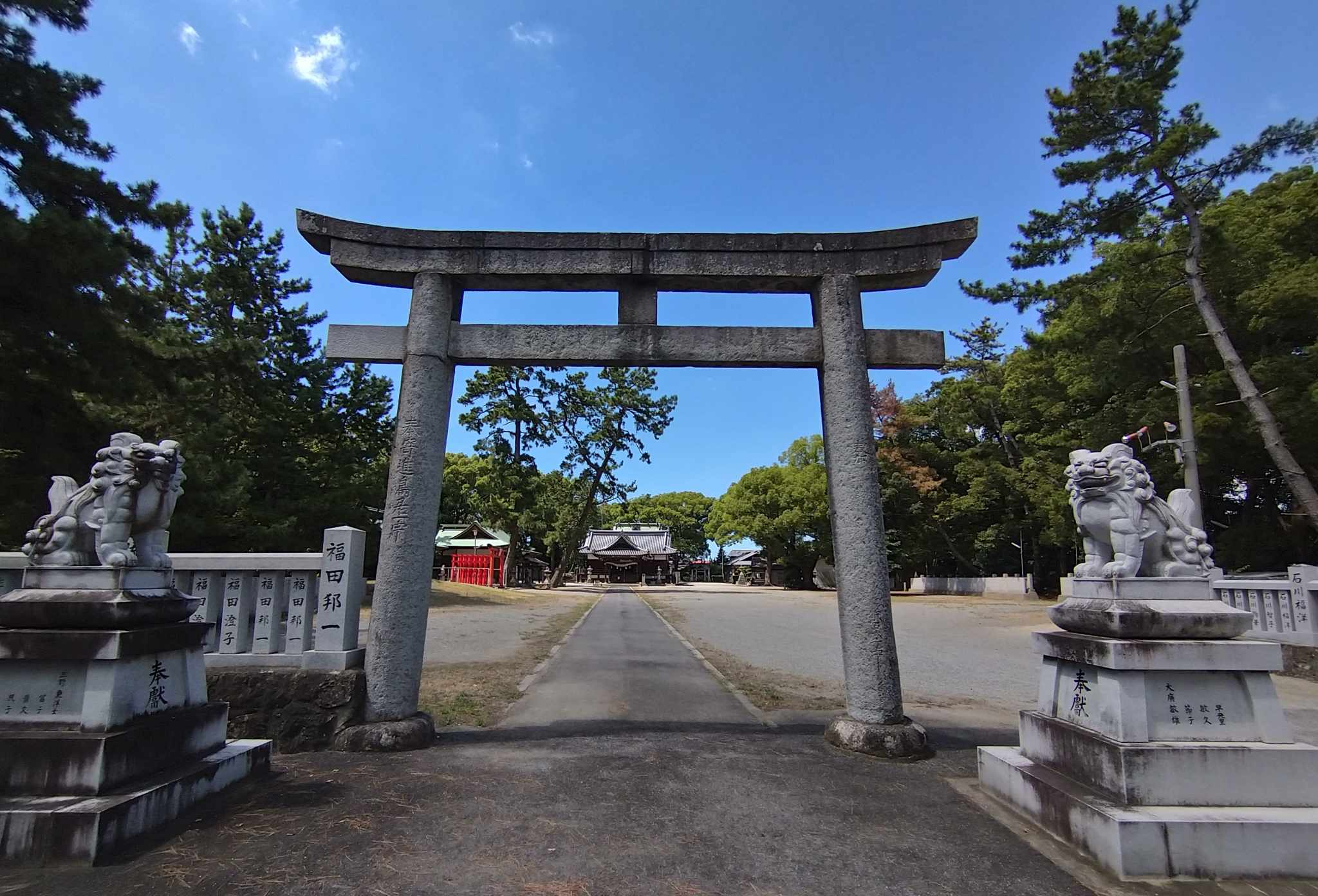
豊浜八幡神社

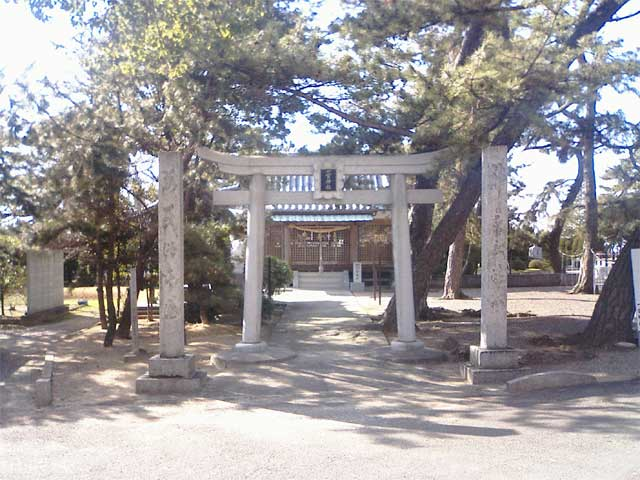
一宮神社

- 豊浜八幡神社
- 一宮神社
- 七福神社
- 神田神社
- 宗林寺
- 満願寺
- 国祐寺
- わた神社

### 観光スポット

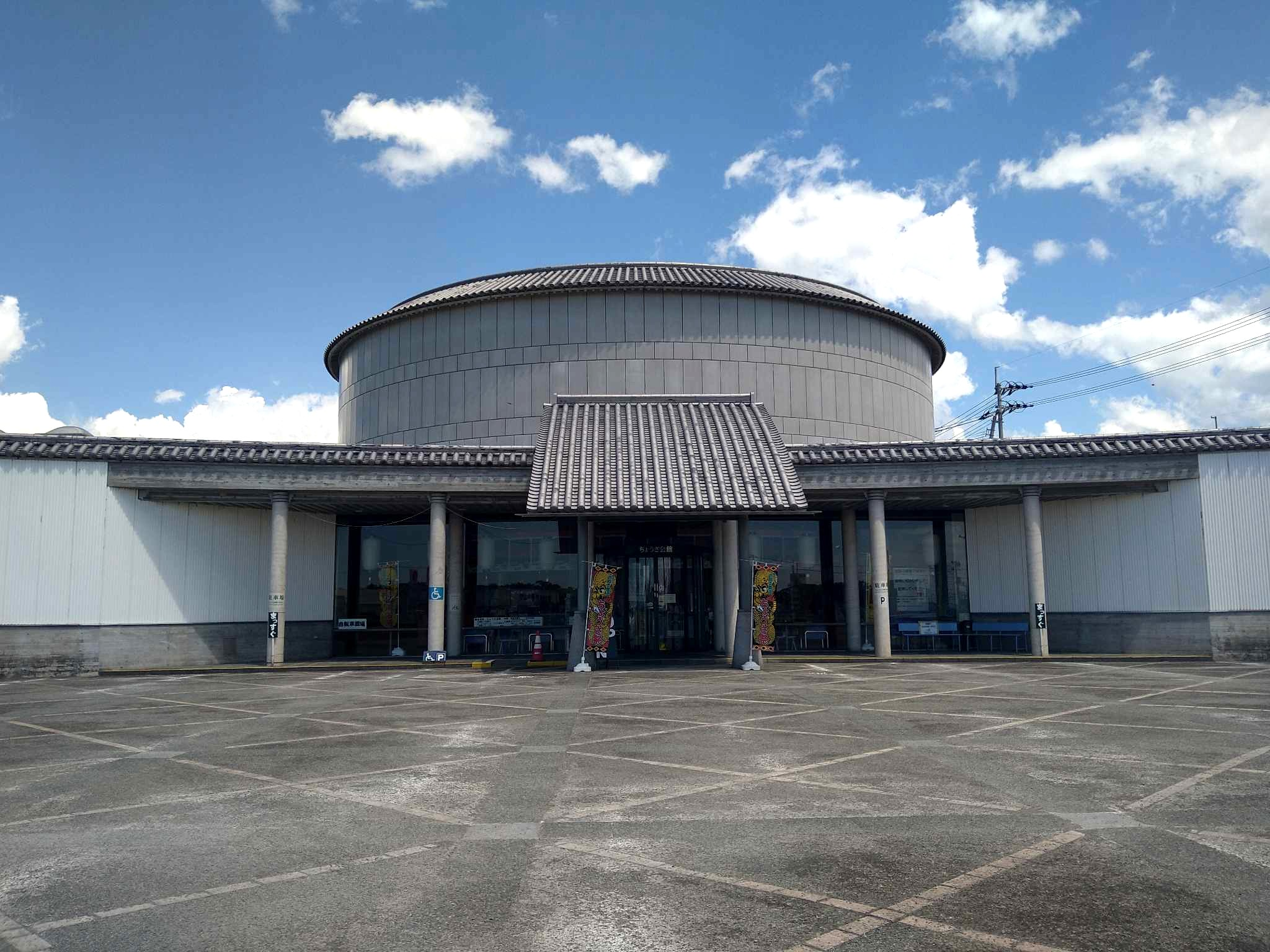
ちょうさ会館

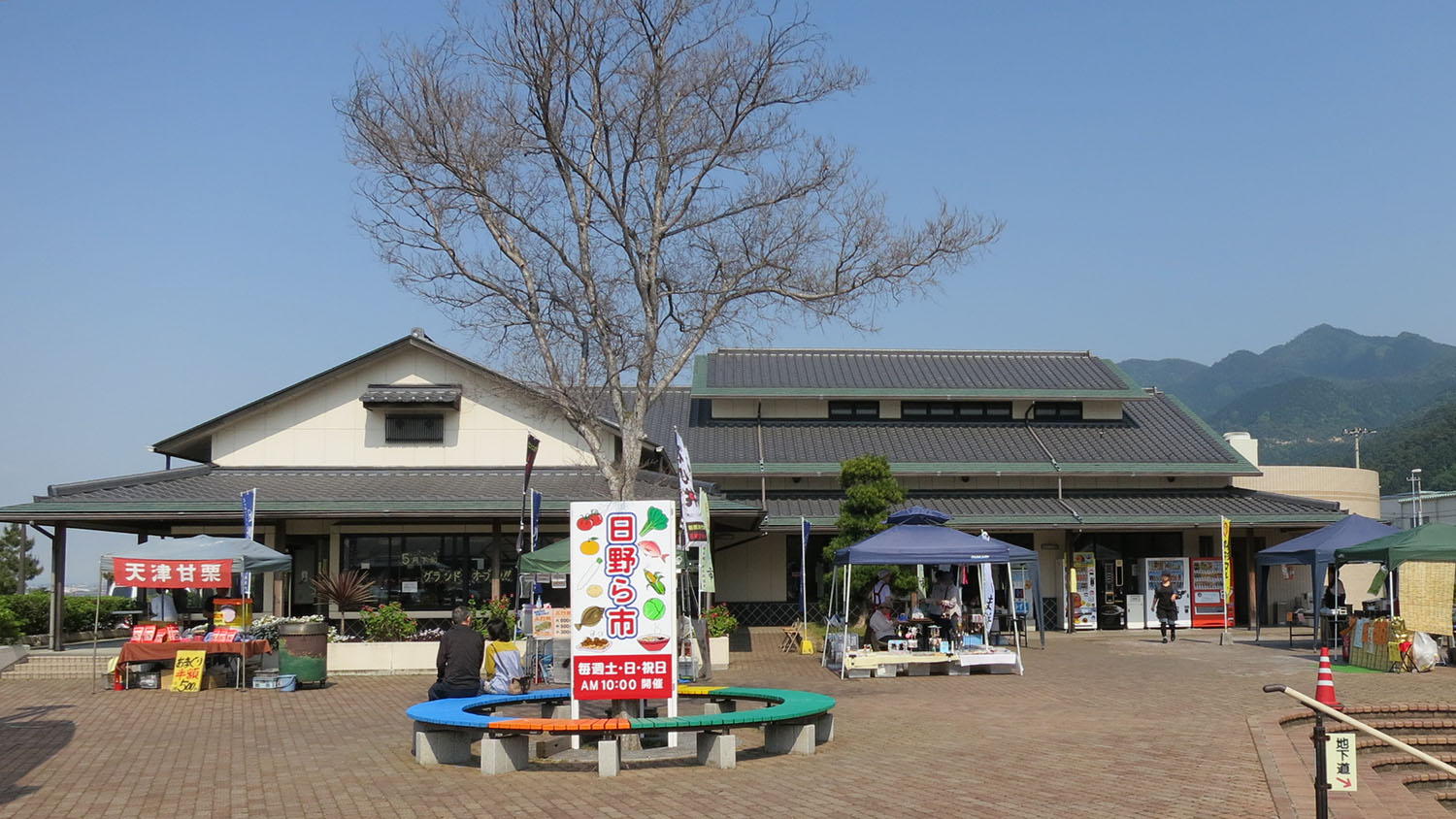
道の駅とよはま

- ちょうさ会館
- 一の宮公園
- 道の駅とよはま

### 祭事・催事
- 豊浜ちょうさ祭

### レジャー
- 一の宮キャンプ場
- 一の宮海水浴場

## 著名な出身者
- 大野功統（政治家）
- 大平正芳（政治家、第68・69代内閣総理大臣、名誉町民）
- 大久保雅彦（政治家、元町長、元県議会議長、名誉町民）
- 藤村九皐（江戸期の儒医）
- 合田求吾（江戸期の儒医）